# Права ЛГБТ в Башкортостане
Права ЛГБТ в Башкортостане (баш. Башҡортостанда ЛГБТ хоҡуҡтары) регулируются общероссийским федеральным законодательством. Представители ЛГБТ-движения могут столкнуться с определёнными ограничениями, существующими в современном правовом поле Башкортостана и России. Башкортостан выступал с некоторыми дискриминирующими законодательными инициативами.
В 2023 году Госсобрание Курултай приняли изменения в закон, ограничивающий пропаганду ЛГБТ среди несовершеннолетних. Изменения в национальный закон «Об основных гарантиях прав ребенка в Республике Башкортостан» были приняты в соответствии с приведением республиканского законодательства в соответствии с федеральным законодательством.

## Дискриминация
В столице республики Уфе неоднократно запрещали проведение гей-парадов. В частности, их проведение было повторно запрещено районным судом в 2017 году, после запрета правительством Башкортостана и уфимской мэрией в 2022 году.
В 2018 году руководитель республиканского отделения "Альянса гетеросексуалов и ЛГБТ за равноправие" Кристина Абрамичева заявила, что в Уфе проходит "охота на геев".